# Venusia ochrota
Venusia ochrota là một loài bướm đêm trong họ Geometridae.